# The Harrington Commode
«The Harrington Commode» —en español: «La cómoda Harrington»— es el segundo episodio de la serie de televisión web de comedia dramática The Politician. Fue lanzado exclusivamente en Netflix en todo el mundo el 27 de septiembre de 2019, junto con el resto de la primera temporada. El episodio de 57 minutos, fue escrito por Ryan Murphy, Brad Falchuk e Ian Brennan, y dirigido por Brad Falchuk.

## Elenco
| - Ben Platt como Payton Hobart - Zoey Deutch como Infinity Jackson - Lucy Boynton como Astrid Sloan - Bob Balaban como Keaton Hobart - David Corenswet como River Barkley - Julia Schlaepfer como Alice Charles - Laura Dreyfuss como McAfee Westbrook - Theo Germaine como James Sullivan - Rahne Jones como Skye Leighton - Benjamin Barrett como Ricardo - Jessica Lange como Dusty Jackson - Gwyneth Paltrow como Georgina Hobart - Martina Navrátilová como Brigitte - Ryan J. Haddad como Andrew Cashman - Trevor Mahlon Eason como Martin Hobart - Trey Eason como Luther Hobart - Rick Holmes como Cooper | - Koby Kumi-Diaka como Pierre - Carla Valentine como La enfermera - Richard Wharton como Thomas - Jeffrey Griggs como Perkins #1 - Albie Selznick como Perkins #2 - Tommy Blendell como el Sr. Harp - Kyle Eastman como Jeremy - Laura Patalano como Lupe - Brett Jones como El guardaespaldas #1 - Chris Gann como El guardaespaldas #2 - Jeff Allen como Thomas Eagleton - Glenn Meister como George McGovern - Andre Hotchko como Hubert Humphrey - Blaine Gray como Ted Kennedy - Chris Flanders como Walker Mondale - Michael A. Graham como Gaylor Nelson |

## Recepción
Matt Fowler de IGN dio al episodio y a la temporada en general una puntuación de 7.5/10, con una crítica positiva. Dijo: «The Politician está lleno de giros y vueltas, bromas y golpes, que van de lo escandaloso a lo sutil. Debido a que el programa trata de una persona desprovista de empatía, se esfuerza por brillar y elige con demasiada frecuencia para morar en ridículas y desagradables payasadas. Sin embargo, cuando la serie se centra en Payton de Ben Platt y en el yo más verdadero, más real, que no deja emerger, encuentra sentido en su marco. Tonalmente, está disperso (comedia oscura, musical, drama), pero en general, es totalmente observable».
Eric Thurm de The A.V. Club le dio a The Harrington Commode una B+, diciendo «The Harrington Commode todavía está un poco disperso, pero es mucho más limpio que el piloto, y tiene suficientes momentos fuertes para justificar su tiempo de funcionamiento».